# Filpo Núñez
Nélson Ernesto Filpo Núñez (Buenos Aires, 19 de agosto de 1920 – São Paulo, 6 de março de 1999) foi um treinador e ex-futebolista argentino com importante passagem pelo futebol brasileiro.
De origem argentina, naturalizou-se brasileiro em 5 de setembro de 1969.
Apelidado de "Don Filpo" e "El Bandoneón", entrou para a história como o treinador-símbolo da "Academia", como foi chamada a Sociedade Esportiva Palmeiras nos Anos 60.
Era religioso. Filpo Núñez conduzia consigo uma imagem de madeira do Menino Jesus de Praga e a beijava com fé e alívio toda vez que terminava um jogo com vitória para sua equipe.
Antecipando algo que seria senso comum no futebol atual, costumava dizer que “No futebol, o homem que está sem a bola é mais importante do que o que está com a bola”.
Filpo Núñez também é tio de Eduardo Coudet, ex-jogador do River Plate e atual treinador de futebol.

## A Fita Azul
Um dos feitos que o tornaram conhecido ocorreu em 1959. Em 31 de março daquele ano a Portuguesa Santista, da cidade de Santos, sob o comando de Filpo, partiu para uma excursão pela África, onde jogou entre os dias 16 de abril e 28 de maio. Foram 15 jogos com 15 vitórias. Foram feitos 75 gols e sofridos apenas 10. A Portuguesa teve a honra de deter a Fita Azul, título honorário concedido pela antiga Confederação Brasileira de Desportos (CBD) aos clubes que permanecessem invictos pela maior série de jogos em campanhas no exterior em uma temporada.

## Melhor e mais caro treinador de São Paulo de 1959
Ainda em 1959, no segundo semestre, tendo se transferido para o Jabaquara, também da cidade de Santos, e em razão da excelente campanha que fez nesse clube, foi considerado o melhor treinador de São Paulo, em 1959, em enquete promovida pela agência Sport Press junto a 182 jornalistas esportivos da capital e interior.
E era o técnico mais caro do Brasil.

## Taça de Portugal
Dirigindo a modesta equipe do Leixões, de Matosinhos, em Portugal, venceu, em 9 de julho de 1961, no Estádio das Antas, em Porto, a equipe do Porto, por 2 x 0, e conquistou o título da Taça de Portugal pela primeira e única vez em na história do clube.
A Taça de Portugal é um campeonato disputado por todos os times que participam das competições oficiais portuguesas, em caráter eliminatório, e que dá ao vencedor o direito de entrar direto na fase de grupos da Liga Europa da UEFA, o segundo torneio continental mais importante da Europa, atrás da Liga dos Campeões.

## A Academia Palmeirense
"A passagem de Nelson Filpo Núñez pelo Palmeiras foi relativamente curta, diante das marcas que deixou. O argentino é considerado por muitos como o principal responsável pela primeira Academia palmeirense, especialmente pela forma como o fez render no ataque. A troca de passes rápida e vertical implantada pelo técnico era conhecida como “carrossel”, enquanto ele mesmo dizia que seu esquema era o “pim, pam, pum, gol” – a onomatopeia que traduzia os toques de primeira, em progressão. “Sempre fui favorável ao jogo ofensivo. Uma equipe pode sofrer até cinco gols, mas tem que criar condições para ganhar de sete”, analisava.
"Para tirar o melhor de suas peças, Filpo Núñez se aproveitava da sua principal característica como técnico: a motivação. Como poucos, o argentino sabia usar o psicológico e incentivar seus atletas dentro de campo. Além disso, a forma como preparava as jogadas ensaiadas nos treinos se sobressaía nas partidas. E dizia-se que sua capacidade para transformar o resultado de um jogo era enorme, apenas pelas mudanças que realizava no time". SITE TRIVELA.
Firmou-se ainda mais com a conquista do Torneio Rio-São Paulo de 1965, pelo Palmeiras. Venceu os dois turnos da competição. Em 16 partidas disputadas, foram marcados 49 gols e sofridos apenas 20.

## Técnico da Seleção em uma partida
Diante da força do time na época, o Palmeiras representou a Seleção Brasileira em uma partida. Foi na inauguração do Estádio do Mineirão, em Belo Horizonte, em 7 de setembro de 1965, quando a Seleção (na verdade o time do Palmeiras com o uniforme da Seleção) venceu Seleção Uruguaia por 3 a 0, com gols de Rinaldo, Tupãzinho e Germano.
Filpo Núñez foi o segundo técnico estrangeiro a dirigir a seleção brasileira de futebol, e o primeiro a fazê-lo sozinho. O primeiro técnico havia sido o português Jorge Gomes de Lima, o Joreca, no ano de 1944, mas, naquela oportunidade, dirigia a Seleção juntamente com Flavio Costa.

## O Carrossel
Foi muito criticado por ter tentando implantar, no Cruzeiro, de Belo Horizonte, em 1970, um sistema chamado por ele de “carrossel”. Reportagens qualificavam tal sistema como “loucura”, e alguns ironicamente o chamavam de “carroção”. Esse esquema encantaria o mundo 4 anos depois, na copa do mundo de 1974, no famoso Carrossel holandês.

## Polêmicas
Se envolveu em várias polêmicas e fatos que fizeram com que o qualificassem de folclórico.
No período em que esteve no Corinthians, em 1966, foi acusado de dar bebidas a jogadores em treinos, para que suportassem melhor o frio e a chuva.
E, enquanto estava no Vélez Sársfield, da Argentina, em 1974, Filpo obrigava os jogadores a rezar e instituiu toque de recolher, com corneta e tudo.
Em 15 de maio de 1979, quando se iniciaria o segundo turno do Campeonato Paranaense de 1979, saiu do Londrina após se envolver em um caso de agenciamento de jogadores e comissões.

## Morte
Morreu em 6 de março de 1999.
Ele morava, por falta de recursos, nas dependências do projeto Jerusalém Ação Social, na Comunidade de Heliópolis, em São Paulo. Treinava um time de crianças carentes na escolinha de futebol das meninas. Ensinava cerca de 97 meninas.
Seu sonho era que houvesse uma estrutura adequada para que as crianças da comunidade pudessem aprender o esporte.
Após sua morte, a comunidade conseguiu construir um centro esportivo, na Rua Freire Brayner, e, em sua homenagem, o mesmo foi nomeado Centro Esportivo Filpo Nuñes.

## Carreira como jogador
Iniciou carreira como jogador nas equipes de base do Estudiantil Porteño, de Buenos Aires, na Argentina.
Jogou de 1934 a 1938, dos 14 aos 18 anos, desistindo, em seguida, de tentar ser jogador profissional.
Passou a exercer outras atividades profissionais e continuou jogando apenas em equipes amadoras.

## Carreira como técnico

### No exterior
Como treinador, iniciou a carreira no Independiente Rivadavia, de Mendoza, na Argentina, em 1948, aos 28 anos de idade.
A equipe terminou a competição em 5º lugar, com 10 participantes, no campeonato da Liga Mendocina de Futebol de 1948, realizado entre 24 de junho de 1948 e 26 de setembro de 1948.
Em seguida foi contratado pelo Atlético, de Mar del Plata, da Argentina, em 1949
Após, esteve dirigindo as equipes do Santiago National, da cidade de Santiago, no Chile, Deportivo Spaña, da cidade de Quito, no Equador, e da Seleção de Quito, também no Equador, sem mais informações dos períodos em cada equipe.
Em 29 de agosto de 1953 estreou no Sport Boys, da cidade de El Callao, no Peru, em partida válida pela 6ª rodada do Campeonato Peruano de 1953, tendo o Sport Boys vencido a equipe do Ciclista Lima, da cidade de Lima, no Peru, por 5 x 1, no Estádio Nacional de Lima.
Em 21 de novembro de 1953 foi a última partida no Sport Boys, contra o Alianza Lima, da cidade de Lima, no Peru, pela 18ª rodada do Campeonato Peruano de 1953, tendo o Sport Boys perdido por 5 x 0 no Estádio Nacional, de Lima.
Disputou 11 partidas, com 3 vitórias, 1 empate e 7 derrotas.
O time terminou em 7º lugar no Campeonato, que era disputado por 10 times.
No mesmo período em que dirigia o Sport Boys, também dirigiu o Carlos Concha, da mesma cidade de El Callao, no Peru, e que disputava o Campeonato da 2ª divisão do Peru de 1953, que foi realizado entre 12/19/1953 a 7 de novembro de 1953.
O Carlos Concha foi campeão da 2ª divisão, vencendo no último jogo a equipe do Unión Carbone, da cidade de Lima, no Peru, por 7 x 0, e garantiu acesso para o campeonato da 1ª divisão do ano seguinte.
Em diversas entrevistas, e inclusive em sites sobre futebol, informa-se que dirigiu, em 1954, o Municipal, da cidade de La Paz, na Bolívia. Não há registros e nem comprovação, no entanto, desse período.

### Após mudar-se para o Brasil
Chegou ao Brasil no início de 1955.

#### São Bento (São Caetano do Sul)
Em entrevista, informou que sua primeira experiência como técnico, no Brasil, foi no São Bento, da cidade de São Caetano do Sul, Estado de São Paulo.
Esse clube surgira em 1954, ano anterior à chegada do técnico ao Brasil, resultante da fusão do São Caetano, da cidade de São Caetano do Sul, em São Paulo, com o Comercial, da cidade de São Paulo.
Em dezembro de 1954 o técnico do São Bento era Alvara Nahum, que, após invadir o campo e agredir o árbitro, em uma partida, foi suspenso por 120 dias.
Essa suspensão de 4 meses ocorreu no início de 1955, justamente na época em que Filpo Núñez chegava ao Brasil e, segundo ele mesmo, foi indicado por Álvaro Nahum para dirigir o São Bento, provavelmente durante o cumprimento da pena de suspensão pelo técnico da equipe.

#### Cruzeiro
“Foi indicado pelo treinador Martim Francisco ao Cruzeiro, em julho de 1955. O clube estrelado estava revertendo toda a sua arrecadação na construção da sede social e não tinha dinheiro para contratar um treinador e jogadores renomados. O treinador Niginho, que vinha dirigindo a equipe em regime de colaboração, havia deixado o cargo, desgastado, após a perda do título de 1954 para o Atlético. Filpo só queria uma chance de treinar um clube no Brasil e até se ofereceu para trabalhar de graça para mostrar o seu valor. Em seu currículo constava trabalhos em clubes do Uruguai, Chile e Argentina.
O desconhecido treinador assinou contrato em 6 de julho 1955 por um ano com salário de Cr$15 mil mensais mais Cr$50 mil de prêmio em caso de título. Era chamado pela imprensa de Belo Horizonte de Nelson Filpo”.
Estreia em 10 de julho de 1955, pela 2ª rodada do Campeonato Mineiro de Futebol de 1955, quando o Cruzeiro perdeu para o Villa Nova, da cidade de Nova Lima, Estado de Minas Gerais, por 5 x 2, em partida realizada no Estádio Castor Cifuentes, em Nova Lima.
O time sofreu uma sequência de derrotas e terminou o primeiro turno do Campeonato na penúltima colocação. Após um início ruim de segundo turno, Nelson Filpo foi demitido.
Teve o contrato rescindido em 16 de outubro de 1955, após a derrota por 3 x 2 para o Democrata, da cidade de Sete Lagoas, em partida válida pela 2ª rodada do 2º turno do Campeonato Mineiro de 1955 e realizada no Estádio José Duarte de Paiva, em Sete Lagoas.
Sob o comando de Filpo Núñez, foram 17 partidas, com 7 vitórias, 3 empates e 7 derrotas.[carece de fontes?]
Em 2 de dezembro de 1955 se ofereceu à nova diretoria, que acabara de assumir, para voltar a dirigir o time. Mas não foi contratado.

#### Guarani
Foi Contratado, em abril de 1956, pelo Guarani, da cidade de Campinas, Estado de São Paulo.
Não se sabe a data precisa da contratação, mas em 6 de abril de 1956 o técnico do Guarani ainda era Begliomini. E, em 1 de maio de 1956, já era Filpo Núñez.
A estreia se deu durante uma sequência de amistosos pelo interior do Estado de São Paulo, entre as datas acima:
8 de abril de 1956 Barretos 1 x 0 Guarani, em Barretos
15 de abril de 1956 Jaboticabal 1 x 2 Guarani, em Jaboticabal
21 de abril de 1956 Rio Claro 0 x 2 Guarani, em Rio Claro
22 de abril de 1956 Ararense 2 x 9 Guarani, em Araras
29 de abril de 1956 Estrela da Bela Vista 1 x 5 Guarani, em São Carlos
Em 15 de junho de 1956, o Guarani venceu o Torneio Início do Campeonato Paulista de 1956.
Em 12 de julho de 1956 foi dispensado do Guarani. Sem sucesso no torneio de classificação (em que precisava ficar entre os 10 primeiros para disputar a série principal, denominada azul), foi dispensado antes do término desse torneio, após derrotas para o XV de Novembro de Piracicaba (2 x 3) e Juventus (0 x 1).

#### Atlético Paranaense
Em 19 de agosto de 1956 foi contratado pelo Atlético Paranaense, da cidade de Curitiba, Estado do Paraná, para a disputa do Campeonato Paranaense de 1956, que já estava em curso.
Estreia pelo Atlético em 2 de setembro de 1956, em partida válida pela 12ª rodada do campeonato paranaense de 1956, em que o Atlético empatou com o Operário Ferroviário, da cidade de Ponta Grossa, no Paraná, por 0 x 0, no estádio Arena da Baixada, em Curitiba.
Em 10 de junho de 1957, após o término da participação do Atlético no Campeonato paranaense de 1956, em que  o time terminou em 5º lugar na classificação final, foi rescindido o contrato com o Atlético.

#### Jabaquara
No final de junho de 1957 foi contratado pelo Jabaquara, da cidade de Santos, Estado de São Paulo, para a disputa do Campeonato Paulista de 1957, na fase de classificação (em que os dez primeiros, entre vinte, obtinham vaga para a disputa da série azul, que era de fato o campeonato paulista).
O time havia disputado e perdido as 3 primeiras partidas do Torneio.
Filpo estreia no dia 7 de julho de 1957, na 4ª rodada, contra a Portuguesa Santista, da cidade de Santos, com vitória por 2 x 1, em partida realizada no Estádio Ulrico Mursa, em Santos.
A Campanha do Jabaquara no torneio de classificação, sob comando de Filpo, foi espetacular, disputando e vencendo 6 partidas, inclusive derrotando o Santos, de Pelé, por 6 x 4.
Em 8 de agosto de 1957 deixou o Jabaquara, em ótima posição no torneio de classificação (a equipe disputaria o turno decisivo).
E foi contratado pela Portuguesa Santista para obter a classificação para esse mesmo turno decisivo do campeonato paulista.

#### Portuguesa Santista
Em 11 de agosto de 1957 estreia pela Portuguesa Santista, pela 10ª rodada do torneio de classificação do Campeonato Paulista de 1957. Venceu por 4 x 1 o Santo André, no Estádio Anacleto Campanella, na cidade de Santo André.
Conseguiu a classificação para a série azul, e foi buscar reforços na argentina.
Terminou o Campeonato Paulista de 1957 na 7ª posição, de 10 clubes, e permaneceu na Portuguesa Santista no início do ano seguinte.

#### América de São José do Rio Preto
Em 25 de abril de 1958 assina contrato com o América, da cidade de São José do Rio Preto, Estado de são paulo, para disputa do Campeonato Paulista de 1958.
Como em 1 de maio de 1958 o técnico do América ainda era o interino Zezinho, no lugar de João Avelino, e como em 10 de maio de 1958 ele já havia estreado, então a estreia se deu no Torneio Início do Campeonato Paulista de 1958 que se iniciou em 4 de maio de 1958.
A primeira fase do Torneio Início foi em São José do Rio Preto, em 4 de maio de 1958, em que se classificaram América e Palmeiras.
A segunda fase (disputada por outras equipes) foi em São Paulo, em 10 de maio de 1958, classificando-se Jabaquara e Corinthians.
A última fase, entre os 4 classificados anteriores, foi em São Paulo, em 17 de maio de 1958, e o América foi o campeão, após empatar em 1 x 1 com o Palmeiras e vencer, nos critérios de desempate (1 escanteio a favor contra nenhum do Palmeiras). As partidas tinham duração de 30 minutos e eram disputadas várias em sequência.
Em 18 de julho de 1958 Filpo ainda estava no América de Rio Preto, e, em 27 de julho de 1958, nove dias depois, em partida disputada contra o Corinthians, o técnico já era João Avelino.
Assim, sua última partida no América foi no dia 13 de julho de 1958, contra a Portuguesa de Desportos, com vitória por 2 x 1, pela 12ª rodada do Campeonato Paulista de 1958, em São José do Rio Preto, no estádio Estádio Mário Alves Mendonça.

#### Portuguesa Santista
Em 20 de agosto de 1958, durante o Campeonato Paulista de 1958, já havia sido contratado e já treinava a Portuguesa Santista.
Em 24 de agosto de 1958 estreia na Portuguesa Santista com vitória de 3 x 0 sobre o Corinthians, pela 15a rodada do Campeonato Paulista de 1958. A partida foi no Estádio Ulrico Mursa, em Santos.
Terminou o campeonato em boa colocação para os padrões do time, tendo recebido prêmio pela campanha. Terminou em 12º num total de 20 clubes.
Em 31/12/10958 renova contrato com a Portuguesa Santista.

##### Fita Azul
Em 31 de março de 1959 a Portuguesa Santista partiu para uma excursão pela África, onde jogou entre os dias 16 de abril e 28 de maio. Chegou ao Rio de Janeiro em 10 de junho de 1959 e, no dia seguinte, a Santos. Foram 15 jogos com 15 vitórias. Foram feitos 75 gols e sofridos apenas 10. A Portuguesa teve a honra de deter a “Fita Azul|Fita Azul do Futebol Nacional”, título honorário concedido pela antiga Confederação Brasileira de Desportos aos clubes que permanecessem invictos pela maior série de jogos em campanhas no exterior em uma temporada.
Em 11 de outubro de 1959 a Portuguesa Santista perdeu para a Portuguesa de Desportos, de São Paulo, pela elevada contagem de 9 x 3, em pleno Estádio Ulrico Mursa, em Santos, pela 1ª rodada do 2º turno do Campeonato Paulista de 1959, derrota que, aliada a resultados ruins anteriores, o levou a ser demitido.
Saiu da Portuguesa Santista e, já em 15/10, estava dirigindo o Jabaquara.

#### Jabaquara
Em 15 de outubro de 1959 estreia pelo Jabaquara em partida válida pelo Campeonato Paulista de 1959, no Estádio Conde Rodolfo Crespi (Rua Javari), onde o Jabaquara venceu o Comercial, da capital, por 4 x 2, pela 3ª rodada do 2ª turno.
A campanha pelo Jabaquara estava sendo excelente, tendo inclusive vencido o Santos, na 4ª rodada, e segunda participação do técnico, por 4 x 3. O tive estava saindo das últimas colocações, conseguindo se salvar do rebaixamento.
Em razão da campanha no Jabaquara, terminando em 11º lugar, após ter estado grande parte do campeonato na zona de rebaixamento, foi considerado o melhor treinador de São Paulo em 1959, em enquete promovida pela agência Sport Press junto a 182 jornalistas esportivos da capital e interior.
E era o técnico mais caro do Brasil.
O contrato terminou em dezembro, e houve recebimento de prêmio por ter livrado o time do rebaixamento.
Novo contrato com Jabaquara foi celebrado no início de 1960.
Permaneceu no clube até abril de 1960, quando foi contratado pelo Vasco da Gama, da cidade Rio de Janeiro, Estado do Rio de Janeiro.

#### Vasco da Gama
Em 7 de abril de 1960 foi contratado pelo Vasco da Gama, da cidade do Rio de Janeiro, Estado do Rio de Janeiro.
Em 16 de abril de 1960 estreia pelo Vasco no jogo do Torneio Rio-São Paulo de 1960, entre Vasco e Corinthians. Houve empate de 1 x 1 para partida realizada no Estádio do Pacaembu, em São Paulo, válida pela 7ª rodada do Torneio.
Dirigiu o Vasco por 3 rodadas do Torneio Rio-São Paulo de 1959, de um total de 9 rodadas. Terminou em 3º lugar. O término do torneio foi em abril de 1960.
No Campeonato Carioca de 1960, disputou apenas 4 partidas, tendo sido dispensado em 15 de agosto de 1960 após derrota para a modesta equipe do Canto do Rio, da cidade de Niterói, pela 4ª rodada do campeonato carioca, realizada no dia 14 de agosto de 1960 no Estádio Caio Martins, em Niterói.

#### Jabaquara
Em 19 de agosto de 1960 foi contratado pelo Jabaquara, da cidade de Santos, Estado de São Paulo.
A estreia aconteceu em 20 de agosto de 1960, na partida em que o Jabaquara venceu por 3 x 0 a equipe doBotafogo, da cidade de Ribeirão Preto, realizada no estádio da Vila Belmiro, em Santos, pela 3ª rodada do 2º turno do Campeonato Paulista de 1960.
Foi afastado do Jabaquara em 10 de novembro de 1960, após derrota em Santos, no estádio da Vila Belmiro, para a Ferroviária, da cidade de Araraquara, por 4 x 2, pela 10ª rodada do 2º turno.
Havia dirigido o time em 8 rodadas. O Jabaquara terminou a competição em 13º lugar, no campeonato com 18 participantes.
Em 5 de dezembro de 1960 o contrato foi rescindido.

#### Leixões
Em abril de 1961 foi contratado pelo Leixões, da cidade de Matosinhos, Distrito de Porto, em Portugal.
A estreia pelo Leixões foi em 23 de abril de 1961, pela 23ª rodada do Campeonato Português de 1960-1961, no Estádio Campo de Santana, em Matosinhos, Portugal, quando o Leixões venceu o Lusitano de Évora, da cidade de Évora, por 3 x 1.
Nesse campeonato de 1960/1961 o Leixões terminou em 8º lugar, tendo Filpo Núñez dirigido o time por apenas 4 rodadas.
Em 9 de julho de 1961, no Estádio das Antas, em Porto, Portugal, o Leixões venceu o Porto, da cidade do Porto, por 2 x 0 e conquistou o título da Taça de Portugal pela primeira e única vez em sua história.
A Taça de Portugal é um campeonato disputado por todos os times que participam das competições oficiais portuguesas, em caráter eliminatório, e que dá ao vencedor o direito de entrar direto na fase de grupos da Liga Europa da UEFA, o segundo torneio continental mais importante da Europa, atrás da Liga dos Campeões da UEFA.
A última partida pelo Leixões foi em 29 de maio de 1962, na última rodada do Campeonato Português de 1961-1962, no estádio Campo de Santana, em Matosinhos, Portugal, quando o Leixões venceu o Académica, da cidade de Coimbra, por 5 x 0.
Terminou o campeonato português em 8º lugar.
Dirigiu o time do Leixões, no total, por 37 partidas, com 14 vitórias, 5 empates e 18 derrotas.

#### Vitória de Setúbal
Contratado pelo Vitória de Setúbal, da cidade portuguesa de Setúbal em junho de 1962, após o término do campeonato português de 1961/1962.
A estreia foi no dia 1 de julho de 1962, na final da Taça de Portugal 1961/1962, no Estádio Nacional do Jamor, na cidade de Oeiras, região administrativa de Lisboa, em Portugal. O Vitória de Setúbal perdeu, na final, para o Benfica, por 3 x 0, sendo vice-campeão.
A última partida pelo clube foi em 12 de maio de 1963, na última rodada do Campeonato Português de 1962-1963, no Estádio José Alvalade, em Lisboa, Portugal, quando o Vitória de Setúbal perdeu para o Sporting, de Lisboa, por 2 x 1.
Terminou o campeonato em 9º lugar.
No Vitória de Setúbal foram 32 partidas, com 7 vitórias, 9 empates e 16 derrotas.

#### Lusitano de Évora
Após o término do campeonato português de 1962/1963, pelo Vitória de Setúbal, foi contratado pelo Lusitano de Évora, da cidade portuguesa de Évora, entre junho e setembro de 1963, para disputa do Campeonato Português de 1963-1964.
No Lusitano de Évora foram apenas duas partidas, válidas pelas 1ª e 2ª rodadas do campeonato português de 1963/1964, ocorrendo duas derrotas. A primeira em 20 de outubro de 1963, para o Belenenses, por 3 x 0, no Estádio do Restelo, em Lisboa, Portugal, e a segunda, em 27 de outubro de 1963, para o Vitória de Guimarães, por 5 x 2, no estádio Campo Estrela, em Évora, Portugal.
Acabou saindo, em 27 de outubro de 1963, ante os péssimos resultados obtidos pela equipe nas duas partidas.

#### Jabaquara
Em 2 de novembro de 1963 regressou ao Brasil e foi contratado pelo Jabaquara, da cidade de Santos, Estado de São Paulo, para tentar evitar o rebaixamento. O time estava em último lugar no campeonato.
Estreou pelo Jabaquara em 3 de novembro de 1963, perdendo para a Ferroviária, da cidade de Araraquara, por 4 x 0, em partida realizada no Estádio da Fonte Luminosa, em Araraquara, pela 11ª rodada do 2º turno do Campeonato Paulista de 1963.
Não conseguiu evitar o rebaixamento da série especial (primeiro nível estadual) para a 1ª divisão (que era o segundo nível estadual).
Em 23 de março de 1964 o Jabaquara embarcou para uma excursão de 15 jogos na capital e interior da Argentina. Mas jogaram apenas 3 partidas, retornando no final de março.
Disputaram as seguintes partidas:
25 de março de 1964 - Em La Plata - Estudiantes 3 x 2 Jabaquara
27 de março de 1964 - Em Mar del Plata – Quilmes de Mar del Plata 1 x 1 Jabaquara
29 de março de 1964 – Em Banfield – Banfield 2 x 1 Jabaquara
Em 24 de junho de 1964 rescindiu o contrato com o Jabaquara.

#### Portuguesa Santista
Em 26 de junho de 1964 foi contratado e apresentado pela Portuguesa Santista, da cidade de Santos, Estado de São Paulo, para a disputa do Campeonato Paulista de 1964 da Primeira Divisão (correspondente ao segundo nível, sendo o primeiro o da Divisão Especial).
Estreia pela Portuguesa Santista em 28 de junho de 1964, em amistoso realizado no Estádio Ulrico Mursa, em Santos, em que a Portuguesa venceu o Água Verde, da cidade de Curitiba, Estado do Paraná, por 4 x 1.

#### Palmeiras
Em 6 de novembro de 1964 deixou a Portuguesa Santista e assinou contrato com o Palmeiras, da cidade de São Paulo, Estado de São Paulo.
Dirigiu o time já no dia seguinte. O Palmeiras venceu o Santos, no estádio da Vila Belmiro, em Santos, por 3 a 2, pela 24ª rodada do Campeonato Paulista de 1964.
O Palmeiras foi vice-campeão paulista de 1964.

##### A Academia Palmeirense
“A passagem de Nelson Filpo Núñez pelo Palmeiras foi relativamente curta, diante das marcas que deixou. O argentino é considerado por muitos como o principal responsável pela primeira Academia palmeirense, especialmente pela forma como o fez render no ataque. A troca de passes rápida e vertical implantada pelo técnico era conhecida como “carrossel”, enquanto ele mesmo dizia que seu esquema era o “pim, pam, pum, gol” – a onomatopeia que traduzia os toques de primeira, em progressão. “Sempre fui favorável ao jogo ofensivo. Uma equipe pode sofrer até cinco gols, mas tem que criar condições para ganhar de sete”, analisava.
Para tirar o melhor de suas peças, Filpo Núñez se aproveitava da sua principal característica como técnico: a motivação. Como poucos, o argentino sabia usar o psicológico e incentivar seus atletas dentro de campo. Além disso, a forma como preparava as jogadas ensaiadas nos treinos se sobressaía nas partidas. E dizia-se que sua capacidade para transformar o resultado de um jogo era enorme, apenas pelas mudanças que realizava no time".
LEANDRO STEIN. SITE TRIVELA.

##### Campeão do Torneio Rio-São Paulo de 1965
"A grande conquista do Palmeiras de Filpo Núñez foi a conquista do Torneio Rio-São Paulo de 1965, no primeiro semestre de 1965. E a campanha dos alviverdes foi praticamente impecável, conquistando os dois turnos da competição. No primeiro, sete vitórias e dois empates, incluindo um marcante triunfo sobre o Botafogo por 5 a 3 no Maracanã. Já na metade final do certame, apenas o Flamengo conseguiu derrotar a Academia, com cinco vitórias em sete rodadas. Os alviverdes eram campeões com um ataque de 49 gols – 17 a mais que o segundo melhor, o botafoguense, e isso com apenas 16 jogos disputados”.
LEANDRO STEIN. SITE TRIVELA.

##### Técnico da Seleção Brasileira em uma partida
“O dia em que o Palmeiras vestiu o amarelo da seleção.
A relevância do Palmeiras era tão grande na época que levou a um convite honroso da CBD. O time foi chamado para representar a seleção brasileira em uma partida. E não era qualquer jogo: os alviverdes inaugurariam o Mineirão, em duelo contra o Uruguai. No dia 7 de setembro de 1965, os palmeirenses venceram a Celeste por 3 a 0, com gols de Rinaldo, Tupãzinho e Germano. Nelson Filpo Núñez se tornava o primeiro – e, até hoje, o único – técnico a dirigir sozinho a Seleção”.
LEANDRO STEIN. SITE TRIVELA.
É correto dizer que Filpo Núñez foi o único técnico estrangeiro a dirigir "sozinho" a seleção, mas o português Jorge Gomes de Lima, o Joreca, dirigiu a Seleção Brasileira em dois amistosos contra o Uruguai, em 1944, dividindo a direção com Flávio Costa. O Brasil venceu as duas partidas, sendo a primeira no Rio de Janeiro, em 14 de maio de 1944, por 6 x 1, e a segunda, em São Paulo, em 17 de maio de 1944, por 4 x 1.
Flávio Costa acabou permanecendo como técnico, e Joreca continuou como técnico do São Paulo.
Em 11 de outubro de 1965 deixou o Palmeiras após derrota, no dia anterior, para o Noroeste, da cidade de Bauru, por 1 x 0, no Estádio Alfredo de Castilho, em Bauru, pela 4ª rodada do segundo turno, derrota que praticamente tirou o Palmeiras da disputa pelo título do Campeonato Paulista de 1965.
O Palmeiras seria, novamente, vice-campeão paulista.
Nesta primeira passagem pelo Palmeiras, foram 68 partidas, com 45 vitórias, 13 empates e 10 derrotas.

#### XV de Piracicaba
Após sair do Palmeiras, foi contratado logo em seguida pelo XV de Novembro, da cidade de Piracicaba, Estado de São Paulo, em que estreou em 24 de outubro de 1965, em partida válida pela 7ª rodada do 2º turno do Campeonato Paulista de 1965, no Estádio Barão de Serra Negra, em Piracicaba, quando o XV de Novembro de Piracicaba venceu o São Bento, da cidade de Sorocaba, por 3 x 1.
O time estava em situação difícil, e a contratação do técnico Filpo visava evitar o rebaixamento.
Em 16 de dezembro de 1965 deixou o XV de Piracicaba após derrota para o Corinthians, no Estádio do Parque São Jorge, em São Paulo, por 7 x 0, pela 14ª rodada do segundo turno do campeonato paulista de 1965.
O XV de Novembro de Piracicaba acabou rebaixado nesse ano da divisão especial (primeiro nível estadual) para a 1ª divisão (que era os segundo nível estadual).
Em 15 de janeiro de 1966, por determinação do Tribunal de Justiça Desportiva, foram jogados apenas 03 minutos que faltavam para terminar a partida entre XV de Piracicaba e Portuguesa Santista, em Piracicaba, em 3 de novembro de 1965. A partida foi interrompida, naquela oportunidade, quando Filpo ainda era o técnico do XV de Piracicaba, e o jogo estava em 1 x 1. Filpo dirigiu o time nesses três minutos em que, se mantido o empate, ficaria confirmada a queda do XV de Piracicaba. Caso o XV conseguisse vencer, quem cairia seria a Portuguesa Santista. Não houve gols e o XV caiu.

#### América de São José do Rio Preto
Em 26 de fevereiro de 1966 foi contratado e assinou contrato com o América, da cidade de São José do Rio Preto, Estado de São Paulo.
Em 6 de março de 1966 estreia pelo América, em amistoso realizado no Estádio John Fitzgerald Kennedy (atual estádio Cláudio Rodante), na cidade de Fernandópolis, Estado de São Paulo, quando o América empatou em 2 x 2 com a Associação Bancária de Esportes (atual Fernandópolis Futebol Clube), da cidde de Fernandópolis.
Após o término do Torneio João Mendonça Falcão de 1966, em julho de 1966, torneio com 10 equipes do Estado de São Paulo (exceto Portuguesa de Desportos, Santos, São Paulo, Corinthians e Palmeiras), com jogos em turno e returno e classificação por pontos corridos, tendo sido campeão o São Bento, de Sorocaba, deixou o América.

#### Paulista de Jundiaí
Em 5 de agosto de 1966 assinou contrato com o Paulista, da cidade de Jundiaí, Estado de São Paulo.
Dirigiu o Paulista em apenas 1 jogo, no Estádio Moisés Lucarelli, na cidade de Campinas, em empate de 0 x 0 com a Ponte Preta, no dia 14 de agosto de 1966, em partida válida pelo Campeonato Paulista de 1966 da Primeira Divisão (segundo nível estadual, sendo o primeiro o da divisão especial).

#### Corinthians
Em 15 de agosto de 1966 foi contratado pelo Corinthians.
Estreia pelo Corinthians em 17 de agosto de 1966 no jogo Corinthians 3 x 1 Guarani, no estádio do Parque São Jorge, em São Paulo, pela 3ª rodada do 1º turno do Campeonato Paulista de 1966.
Disputou o Troféu Ramón de Carranza, de 1966, um torneio amistoso que acontece na cidade de Cádiz, na Espanha, desde 1955, e que, nessa edição, contou, além do Corinthians, com a participação das equipes do Real Madrid e Real Zaragoza, da Espanha, e Torino, da Itália.
Em 3 de setembro de 1966 empatou em 1 x 1 com o Real Madri, perdendo a decisão por pênaltis.
No dia seguinte, 4 de setembro de 1966, foi derrotado pelo Real Zaragoza, por 2 x 0, terminando o torneio em último lugar.
O Real Madri foi o campeão.
Em 15 de novembro de 1966 deixou o Corinthians após derrota para a Portuguesa de Desportos, em 13 de novembro de 1956, por 3 x 1, no Estádio do Pacaembu, em São Paulo, em partida válida pela 7ª rodada do 2ª turno do Campeonato Paulista de 1966.
O Corinthians acabou terminando o campeonato em segundo lugar.
Dirigindo o Corinthians, foram 21 partidas, com 12 vitórias, 3 empates e 6 derrotas.
No período em que esteve no Corinthians, em uma das polêmicas em que se envolveu, foi acusado de dar bebidas a jogadores em treinos, em dias de chuva, para que suportassem melhor o frio.

#### Valencia
Em fevereiro de 1967 foi contratado pelo Valencia, da cidade de Caracas, na Venezuela, para a disputa do Campeonato Venezuelano de 1967.
Em 20 de outubro de 1967, um pouco antes do término do Campeonato Venezuelano, já havia retornado ao Brasil.
O Valencia terminou o Campeonato Venezuelano de 1967 em 6º lugar, num total de 9 participantes.

#### Galícia
Em 25 de janeiro de 1968 assumiu a direção do Galícia, da cidade de Salvador, Estado da Bahia, fazendo a estreia em amistoso contra o Fluminense Football Club, da cidade do Rio de Janeiro, no Estádio da Fonte Nova, em Salvador, vencido pelo Fluminense por 3 x 1.
Foi vice campeão baiano, perdendo a final para o Bahia, por 1 x 0, no estádio da Fonte Nova, em Salvador, em 28 de março de 1968.
Deixou o Galícia em seguida, no final de março de 1968.

#### Portuguesa
Em 4 de abril de 1968 assumiu a direção da Portuguesa de Desportos.
Em 7 de abril de 1968 estreia na Portuguesa, contra o Corinthians, em partida válida pela 13ª (última) rodada do 1º turno do Campeonato Paulista de 1968, realizada no Estádio do Pacaembu, em São Paulo, e que terminou empatada em 0 x 0.
Terminou o Campeonato Paulista em 5º lugar.
Após 13 amistosos no exterior, entre junho e agosto de 1968, transferiu-se para o Palmeiras.

#### Palmeiras
Em 12 de agosto de 1968 foi contratado pelo Palmeiras.
Estreia no Palmeiras em 15 de agosto de 1968, em amistoso realizado no Estádio Humberto Reale, na cidade de Sorocaba, Estado de São Paulo, quando o Palmeiras venceu por 1 x 0 o São Bento, daquela cidade de Sorocaba.
O Palmeiras era conhecido, na época, como na passagem anterior de Filpo pelo Palmeiras, como "A Academia", em razão do número de craques que possuía e do futebol apresentado, com inúmeros títulos conquistados.
No Campeonato Brasileiro de 1968, conhecido na época como Taça de Prata, ou Torneio Roberto Gomes Pedrosa, terminou em 4º lugar.
No quadrangular final, realizado em dezembro de 1968, venceu o Vasco da Gama, mas perdeu para Santos e Internacional, este da cidade de Porto Alegre.
No Campeonato Paulista de 1969 foi vice-campeão. No quadrangular final venceu o São Paulo (1 x 0) e o Corinthians (3 x 2). Perdeu para o Santos (0 x 3) que se sagrou campeão (pois já havia vencido o Corinthinas e empatado com o São Paulo).
Em 27 de junho de 1969 saiu do Palmeiras.
Nesta segunda passagem pelo Palmeiras, foram 66 partidas, com 38 vitórias, 13 empates e 15 derrotas.

#### Coritiba
Em 1 de dezembro de 1969 foi contratado pelo Coritiba, da cidade de Curitiba, Estado do Paraná.
Em 7 de dezembro de 1969 estreia no Coritiba, em amistoso no Estádio São Januário, na cidade do Rio de Janeiro, em que o Coritiba venceu o Vasco da Gama, do Rio de Janeiro, por 1 x 0.
Em 18 de agosto de 1970 saiu do Coritiba. Estava invicto a 16 partidas, e disputando a fase final do Campeonato Paranaense de 1970. Mas a diretoria temia que não obtivesse êxito e contratou Mauro Ramos de Oliveira. O Coritiba acabou ficando em segundo lugar no campeonato.
A saída foi após empatar em 1 x 1, jogando em casa, no Estádio Belfort Duarte (atualmente com nome de Major Couto Pereira), em Curitiba, no dia 16 de agosto de 1970, com o Grêmio Esportivo Oeste, da cidade de Guarapuava, no Paraná, pela fase decisiva do Campeonato Paranaense de 1970.

#### Cruzeiro
Em 10 de setembro de 1970 foi contratado pela segunda vez pelo Cruzeiro.
A estreia se deu em 16 setembro de 1970, na penúltima rodada do Campeonato Mineiro de 1970, na derrota por 2 x 1 para o Sport Juiz de Fora, da cidade de Juiz de Fora, pelo Campeonato Mineiro, no Estádio do Mineirão, em Belo Horizonte.
O Cruzeiro terminou em 2º lugar.
"Para o Campeonato Brasileiro avisou que iria adotar a tática do carrossel com os jogadores do meio e do ataque se movimentando sem guardar posição. Queria ver Tostão se deslocando para fora da área, como fazia na Seleção, para abrir espaços para as entradas de Zé Carlos e Dirceu Lopes. A tática deu certo em alguns jogos, mas o excesso na troca de passes irritou a torcida que, de forma impiedosa, passou a chamá-la de carroção. A sequência de jogos sem vitórias no Campeonato Brasileiro passou a preocupar a diretoria. Tostão elogiou o sistema do treinador e pediu um tempo para o time assimilá-lo, mas a diretoria cedeu às pressões e o demitiu, após a derrota (2 a 1) para o Internacional, no Mineirão, em 4 de novembro de 1970. "Não sou milagroso. Não podia melhorar o time com os seguidos jogos do Campeonato Brasileiro. Saio tranquilo. Não quero nem a minha indenização" – desabafou. A segunda passagem de Filpo Nuñez durou apenas 40 dias".
Na segunda passagem pelo Cruzeiro foram 12 partidas, com 4 vitórias, 3 empates e 5 derrotas.
No total, somadas as duas vezes em que dirigiu o time, foram 29 partidas, com 11 vitórias, 6 empates e 12 derrotas.

##### O Carrossel
Filpo Núñez foi muito criticado por ter tentando implantar, no Cruzeiro, um sistema chamado por ele de “carrossel”. Reportagens qualificavam o esquema como "loucura", e alguns ironicamente o chamavam de "carroção". Esse esquema encantaria o mundo 4 anos depois, na copa do mundo de 1974, no famoso carrossel holandês.

#### Paulista de Jundiaí
Em 18 de abril de 1971 havia sido contratado pelo Paulista, da cidade de Jundiaí, Estado de São Paulo.
Estreia pelo Paulista contra o Santos, em 18 de abril de 1971, pela 9ª rodada do 1º turno do Campeonato Paulista de 1971. Houve empate de 0 x 0 na partida que foi realizada no Estádio Jayme Cintra, em Jundiaí.
Terminou o campeonato paulista em 11º lugar, com 12 participantes.
Em 8 de setembro de 1971 estava de saída do Paulista. Não ia bem no Torneio de Classificação para o Campeonato Paulista de 1972. Na 3ª rodada, estava em penúltimo lugar e só se classificam 6 times dos 11 participantes.

#### Portuguesa Santista
Em 9 de setembro de 1971 foi contratado pela Portuguesa Santista, da cidade de Santos, Estado de São Paulo, que se encontrava em situação muito difícil no mesmo Torneio de Classificação para o Campeonato Paulista de 1972 (conhecido como Paulistinha de 1971) que estava disputando antes pelo Paulista.
Estreia pela Portuguesa Santista em 12 de setembro de 1971, em partida válida pela 5ª rodada do 1º turno do Torneio de Classificação para o Campeonato Paulista de 1972 (Paulistinha de 1971) vencendo o Noroeste, da cidade de Bauru, por 3 x 2. A partida foi realizada na cidade de Bauru, no Estádio Alfredo de Castilho.
Em 11 de janeiro de 1972 rescindiu o contrato com a Portuguesa Santista. Além da campanha fraca, não obtendo a classificação para a fase final do Campeonato Paulista de 1972, em que disputariam as grandes equipes, o clube passava por séria crise financeira, não tendo como pagar os elevados salários do técnico, equiparáveis aos dos melhores treinadores de país.

#### Período sem clube
Durante o ano de 1972 e parte de 1973 não há registro de que tenha mantido contrato com algum clube.
Em 21 de abril de 1972, estando sem clube, dirigiu o Sereno, time amador da cidade de São Paulo, em jogo festivo contra o time dos Cronistas Esportivos de São Paulo, dirigido pelo técnico Mário Travaglini.
Em abril de 1973 retornava de temporada na Argentina, sem, contudo, ter treinado alguma equipe por lá. Estava retornando de Buenos Aires e não conseguia clube. Apelidado de “El Bandoneon”, a reportagem dizia que a vida particular irregular estava prejudicando a carreira.
Em 31 de agosto de 1973 chegou a entendimento com o Clube do Remo, da cidade de Belém, Estado do Pará, mas não chegou a trabalhar no clube.

#### San Martín de Tucumán
No início de outubro de 1973 foi contratado pelo San Martín, da cidade de San Miguel de Tucumán, Tucumán, na Argentina, para disputa do Campeonato Argentino de 1973.
Estreou na primeira rodada, no dia 7 de outubro de 1973, quando o San Martin venceu o San Lorenzo, da cidade de Mar del Plata, na Argentina, por 1 x 0, no Estádio La Ciudadela, em San Miguel de Tucumán.
A campanha foi ruim, e fez a última partida em 28 de outubro de 1973, na 6ª rodada, quando perdeu para o Vélez Sarsfield, da cidade de Buenos Aires, na Argentina, por 4 x 1, partida realizada no Estádio José Amalfitani, em Buenos Aires. Saiu em seguida.
Foram 6 partidas, com 1 vitória, 1 empate e 4 derrotas.

#### Vélez Sarsfield
Em janeiro de 1974 foi contratado pelo Vélez Sarsfield, de Buenos Aires, na Argentina, para a disputa do Campeonato Argentino de 1974, que se iniciou em 3 de fevereiro de 1974.
Em mais uma das atitudes que o levaram a ser conhecido como folclórico, publicava-se que, enquanto estava no Velez Sarsfield, Filpo obrigava os jogadores a rezar e instituiu toque de recolher, com corneta e tudo.
Em 1 de março de 1974 saiu do Vélez Sarsfield após derrota para o Huracán, de Buenos Aires, por 4 x 2, pela 5ª rodada do Campeonato Argentino de 1974, no Estádio José Amalfitani, em Buenos Aires, na Argentina.
Disputou apenas 5 jogos, com 1 vitória, 2 empates e 2 derrotas.
Campanha no Vélez Sarsfield:
03/2 Vélez Sarsfield 1 x 2 Rosário Central
10/2 Atlanta 1 x 1 Vélez Sarsfield
14/2 Vélez Sarsfield 3 x 1 Racing
23/2 All Boys 0 x 0 Vélez Sarsfield
26/2 Vélez Sarsfield 2 x 4 Huracán

#### Uberaba
No final de julho de 1974 foi contratado pelo Uberaba, da cidade de Uberaba, Estado de Minas Gerais. Em 27/07 o técnico Hamilton Frade havia deixado o Uberaba, ao final da Copa Sul-Triângulo de 1974, e o clube procurava outro técnico para o Campeonato Mineiro de 1974, que se iniciaria poucos dias depois, no início de agosto de 1974.
Estreia pelo Uberaba, no dia 4 de agosto de 1974, na 1ª rodada da fase de classificação, contra o Villa Nova, da cidade de Nova Lima. Houve empate de 1 x 1 na partida que foi realizada no Estádio Castor Cifuentes, em Nova Lima, Minas Gerais.
Saiu do Uberaba em 17 de outubro de 1974, após término da fase semifinal do campeonato.
A última partida foi em 16 de outubro de 1974, na derrota para o Atlético, da cidade de Belo Horizonte, por 1 x 0. A partida foi realizada no Estádio João Guido, em Uberaba.
No total, pelo Uberaba, foram 13 partidas, todas pelo Campeonato Mineiro de 1974, com 2 vitórias, 4 empates e 7 derrotas.

#### Leixões
Em novembro de 1974 foi contratado pela segunda vez pelo Leixões, da cidade de Matosinhos, em Portugal.
A estreia foi em 24 de novembro de 1974, no Estádio do Restelo, em Lisboa, Portugal, contra o Belenenses, da cidade de Lisboa. Houve empate de 0 x 0 em partida válida pela 10ª rodada do Campeonato Português de 1974-1975.
A última partida foi em 18 de maio de 1975, pela Taça de Portugal de 1974/1975, no Estádio do Mar, em Matosinhos, quando o Leixões perdeu para o Benfica por 4 x 2.
Nesta segunda passagem pelo Leixões foram 22 partidas, com 9 vitórias, 5 empates e 8 derrotas. Terminou o campeonato português em 7º lugar.

#### Deportivo Badajoz
Em 6 de junho de 1975 informa-se que será contratado pelo Deportivo Badajoz, da 3ª divisão espanhola, para a próxima temporada.
A estreia no Campeonato Espanhol da 3ª divisão de 1975-76 ocorreu em 7 de setembro de 1975, na 1ª rodada. O Badajoz venceu por 3 x 0 a equipe do Jerez Industrial, da cidade de Jerez de la Frontera, na Andaluzia. A partida foi no Estádio Vivero, da cidade de Badajoz.
Saiu no início de abril de 1976, na metade do segundo turno, tendo o Badajoz terminando o campeonato na 14ª posição, de um total de 20 clubes.

#### São Bento (Sorocaba)
Em 20 de abril de 1976 foi contratado pelo São Bento), da cidade de Sorocaba, Estado de São Paulo, com estreia prevista para o dia seguinte.
Estreia em 21 de abril de 1976 na partida em que o São Bento venceu o XV de Novembro, da cidade de Piracicaba, por 1 x 0, em partida válida pela 10ª rodada do 1º turno do Campeonato Paulista de 1976 e disputada no Estádio Humberto Reale, na cidade de Sorocaba.
Dirigiu o time em apenas 4 partidas do Campeonato, com 3 vitórias e 1 derrota, tendo sido contratado pelo Corinthians em 3 de junho de 1976.

#### Corinthians
Em 3 de junho de 1976 foi contratado pelo Corinthians.
Estreia pelo Corinthians em amistoso no estádio Parque São Jorge, em São Paulo, com empate de 1 x 1 com o Juventus, da cidade de São Paulo.
Em 5 de agosto de 1976 saiu do Corinthians, após perder para o Botafogo, da cidade de Ribeirão Preto, no Estádio do Pacaembu, por 3 x 0, pela 8ª rodada do 2º turno do Campeonato Paulista de 1976.
O Corinthians terminou o campeonato paulista de 1976 em 11º lugar (penúltimo colocado).
Nesta segunda passagem pelo Corinthians, foram 12 jogos do campeonato paulista de 1976, com 4 vitórias, 3 empates e 5 derrotas, mais um empate em amistoso, num total de 13 jogos.
No total, considerando-se as duas oportunidades em que dirigiu o Corinthians, foram 34 partidas, com 16 vitórias, 7 empates e 11 derrotas.

#### Marília
No final de agosto de 1976 foi contratado pelo Marília, da cidade de Marília, Estado de São Paulo, após o término do campeonato paulista daquele ano, em que o time havia sido o último colocado.
O Marília disputou o Torneio Incentivo, batizado com o nome de Geraldo José de Almeida, locutor esportivo, e destinado a manter em atividade clubes que não participavam do campeonato brasileiro.
Após derrota em amistoso realizado em 24 de outubro de 1976, em que perdeu para o Garça Futebol Clube, por 1 x 0, em partida realizada no Estádio Frederico Platzeck, na cidade de Garça, interior do estado de São Paulo, e ficar em último lugar no seu grupo no torneio Geraldo José de Almeida, sequer se classificando para a próxima fase, deixou o Marília.

#### Monterrey
Em 15 de novembro de 1976 chegou na cidade de Monterrey, no México, para assumir a direção técnica do Monterrey.
Estreia pela 11ª rodada do Campeonato Mexicano da temporada 1976-77. A partida contra o Jalisco, da cidade de Guadalajara, terminou empatada em 2 x 2. Foi disputada no Estádio Jalisco, na cidade de Guadalajara.
O campeonato era dividido em 4 grupos de 5 times, sendo que os 2 primeiros de cada grupo classificavam-se para os playoffs finais.
Ficou em 4º lugar no grupo, não se classificando para a próxima fase.
Em 24 de junho de 1977 estava retornando do México, onde permanecera no Monterrey por 7 meses.

#### São José
No início de julho de 1977 foi contratado pelo São José, da cidade de São José dos Campos.
Estreia pelo São José em 6 de julho de 1977, em jogo com o Fluminense, pela Copa Vale do Paraíba de 1977, realizada no Estádio Martins Pereira, em São José dos Campos. O Fluminense venceu por 1 x 0.
O Fluminense foi campeão da Copa Vale do Paraíba.
Em 25 de julho de 1977 informa-se que Filpo, que assumiu a pouco mais de um mês, não sofreu derrotas. Ótima campanha no Campeonato Paulista de Futebol de 1977, da Divisão Intermediária (segundo nível estadual, sendo o primeiro a divisão especial).
O São José terminou a fase final da Divisão intermediária empatado em pontos com Francana e Araçatuba, todos com 25 pontos ganhos. Pelos critérios de desempate (número de vitórias, tendo a Francana 11 vitórias e as outras duas equipes 10), a Francana foi a campeã e subiu para a primeira divisão, ou divisão especial.
"A equipe da Francana conquistou o título da Divisão Intermediária por ter um número maior de vitórias sobre as equipes do Araçatuba e do São José. Ela é a nova integrante da Divisão Especial e deverá participar do Campeonato Paulista de 1978". (REVISTA PLACAR, EDIÇÃO 398, PÁGINA 63).
Deixou o São José após o final do campeonato, em dezembro de 1977.

#### São Bento (Sorocaba)
Em fevereiro de 1978 foi contratado pelo São Bento, da cidade de Sorocaba, Estado de São Paulo.
Estreou em 19 de fevereiro de 1978, no Estádio Humberto Reale, em Sorocaba, em amistoso contra o Noroeste, da cidade de Bauru, em São Paulo, em que ganhou de 4 x 0.
Seguiu no São Bento, mas em abril, antes do término do Torneio Incentivo Paulista, que daria vagas a 2 clubes diretamente no 3º turno do campeonato paulista, saiu.

#### Atlético Goianiense
Em 3 de maio de 1978 foi contratado pelo Atlético Goianiense, da cidade de Goiânia, Estado de Goiás.
A estreia pelo Atlético ocorreu na 4ª rodada do Campeonato Goiano de 1978, quando o Atlético foi derrotada pelo Jataiense, da cidade de Jataí, Estado de Goiás, por 1 x 0, no estádio Arapucão, em Jataí.
Em agosto de 1978, ao final da primeira fase do Campeonato Goiano de 1978, em que o Atlético ficou em 4º lugar, com 8 equipas participantes, deixou o Atlético.
Foram 11 partidas, com 6 vitórias, 3 empates e 2 derrotas.

#### Palmeiras
Em 15 de setembro de 1978 foi contratado pelo Palmeiras.
A estreia pelo Palmeiras foi em 17 de setembro de 1978, pela 7ª rodada do 1º turno do Campeonato Paulista de 1978, no empate de 0 x 0 com o Comercial, da cidade de Ribeirão Preto, em partida realizada no Estádio Palma Travassos, em Ribeirão Preto.
Saiu do Palmeiras em 7 de fevereiro de 1979, no início do 2º turno do campeonato paulista de 1978, após perder para São Bento e Guarani e empatar com a Portuguesa Santista.
Nessa terceira passagem pelo Palmeiras, foram 23 partidas, com 11 vitórias, 4 empates e 8 derrotas.
No total, nas 3 vezes em que dirigiu o Palmeiras, foram 157 partidas sob o comando de Filpo Núñez, com 94 vitórias, 30 empates e 33 derrotas.

#### Londrina
Na segunda quinzena de março de 1979 foi contratado pelo Londrina, da cidade de Londrina, Estado do Paraná.
A estreia pelo Londrina foi em 28 de março de 1979, em amistoso realizado no Estádio do Café, em Londrina, em que o Londrina empatou em 3 a 3 com o Ginásio Pinhalense, da cidade de Espírito Santo do Pinhal, Estado de São Paulo.
Em 5 de abril de 1979 jogou o "primeiro jogo oficial perante a torcida londrinense". Contra o 9 de Julho, da cidade de Cornélio Procópio, do Paraná. Houve empate de 0 x 0 e a partida era válida pela 9ª rodada do Campeonato Paranaense de 1979.
Em 15 de maio de 1979, quando se iniciaria o segundo turno do campeonato paranaense de 1979, saiu do Londrina, após se envolver em um caso de agenciamento de jogadores e comissões.

#### Araçatuba
Em 18 de agosto de 1979 foi contratado pela Esportiva Araçatuba, da cidade de Araçatuba, Estado de São Paulo.
Contratado para dirigir o Araçatuba nas últimas rodadas da 1ª fase do Campeonato Paulista de Futebol de 1979 da Divisão Intermediária, que dava acesso à Divisão Especial (1ª divisão). O time estava fora da zona de classificação.
Acabou terminando em 9º lugar, de 10 times, e não obteve classificação para a 2ª fase.
Saiu após o término dessa primeira fase, em setembro.

#### São José
No início de outubro de 1979 foi contratado pelo São José, da cidade de São José dos Campos, Estado de São Paulo.
Estreou na partida de 7 de outubro de 1979, pela Divisão Intermediária de São Paulo (2º nível estadual). O São José venceu por 4 x 1 o Barretos, da cidade de Barretos, Estado de São Paulo, em partida realizada no Estádio Martins Pereira, em São José dos Campos.
Em 25 de novembro reportagem informava que o São José estava a 23 jogos invictos sob o comando de Filpo Núñez (Na verdade eram 14 partidas invictas desde que foi contratado). Nessa data, completou 14 partidas invicto ao empatar com o Santo André, e, na última rodada, em 29 de novembro de 1979 acabou perdendo para o Taubaté por 2 x 1, no estádio do Parque Antártica, em São Paulo. Com a vitória, o Taubaté acabou sendo o campeão da divisão intermediária e disputou o campeonato paulista da 1ª divisão (divisão especial) do ano seguinte.
Em janeiro de 1980 ainda estava no São José. Saiu em março, para a Portuguesa Santista.

#### Portuguesa Santista
Em 27 de março de 1980 foi contratado pela Portuguesa Santista para o Campeonato Paulista da 2a. Divisão de 1980, que já estava em andamento.
Em 22 de setembro de 1980 dirigia o time em amistoso contra a Seleção Olímpica da Arábia Saudita, quando venceu por 5 x 0 no Estádio Ulrico Mursa, na cidade de Santos.
Após o término do campeonato paulista de 1980, no final de setembro, e não se classificando para o quadrangular final da segunda divisão, deixou a Portuguesa Santista.

#### Leixões
Foi contratado pelo Leixões. Não há registro indicando a data precisa, mas como estava na Portuguesa Santista até o final de setembro de 1980, a contratação se deu de outubro de 1980 em diante.
Há indicação de que teria atuado com técnico do Leixões em todo o Campeonato Português de Futebol de 1980–81 da Segunda Divisão, mas como ainda estava no Brasil em setembro de 1980, e como as 6 primeiras rodadas desse campeonato foram em agosto e setembro de 1980, fica claro que atuou apenas parcialmente, tendo ingressado depois da 7ª ou 8ª rodada do campeonato.
Ficou em segundo lugar na fase de classificação, em que disputou pelo grupo Norte. Haviam mais dois grupos (Centro e Sul). O campeão de cada grupo subiu direto para a 1ª divisão do campeonato seguinte. Os segundos lugares de cada grupo, mais o último fora da zona de rebaixamento da 1ª divisão disputaram um campeonato em junho, para o preenchimento da última vaga na 1ª divisão do ano seguinte.
Em 7 de junho de 1981 ocorreu a 1ª rodada do Torneio de Competência I / II Divisão 1980/1981 (torneio disputado por 4 clubes, sendo os 3 vice-campeões dos grupos da 2ª divisão mais o último time fora da zona de rebaixamento da 1ª divisão, com jogos em turno e returno, no total de 6 rodadas, para definir uma vaga na 1ª divisão), no estádio municipal de Nazaré, em Portugal, quando o Leixões empatou com o Desportivo Nazarenos, de Nazaré, em Portugal, por 0 x 0.
Nas 6 partidas, foram 2 vitórias, 2 empates e 2 derrotas. Ficou em 2º lugar no torneio e não conseguiu acesso para a 1ª divisão do próximo campeonato português.
Permaneceu dirigindo o time no campeonato da 2ª divisão de 1981/1982, que se iniciou em 15 de setembro de 1991 e ficou até a 12ª rodada do campeonato, em 3 de janeiro de 1982, no empate em 0 x 0 com o Amarante, no Estádio Municipal de Amarante, na cidade de Amarante, em Portugal.
Nesse campeonato foram 12 jogos, com 4 vitórias, 6 empates e 2 derrotas.
Além dos campeonatos acima, foram mais 2 partidas, com 2 vitórias, na Taça de Portugal 1981/1982.
Em 14 de janeiro de 1982 foi suspenso, no Leixões, porque teria favorecido os jogadores brasileiros do clube.
Nessa terceira passagem, considerando o período em que há registro (a partir de 7 de junho de 1981), foram 18 partidas, com 8 vitórias, 8 empates e 2 derrotas.

#### Catuense
No início de abril de 1982 foi contratado pela Catuense, da cidade de Catu, Estado da Bahia.
Em 13 de maio de 1982 reportagem informa que viajou a um mês para São Paulo e não retornou. E que havia ficado 15 dias dirigindo o time, realizando um treino e dirigindo o time em apenas uma partida. O campeonato estava em andamento.
Pelas informações, depreende-se que foi contratado nos primeiros dias de abril de 1982 e a estreia foi no jogo realizado em 11 de abril de 1982, em amistoso com empate de 1 x 1 entre a Catuense e o Vitória, da cidade de Salvador, realizado na cidade de Alagoinhas, na Bahia, no Estádio Carneirão, em que  a Catuense estava mandando seus jogos.
Em seguida, deixou o clube, tendo dirigido o mesmo apenas uma vez.

#### Jabaquara
Em maio de 1982 foi contratado pelo Jabaquara, da cidade de Santos, para o Campeonato Paulista da 2a, divisão de 1982, que já estava em andamento.
Em 1 de agosto de 1982 saiu do Jabaquara após derrota para o Saad, de São Caetano do Sul, por 4 x 1, em partida válida pela 4ª rodada do 2º turno do campeonato paulista da 2ª divisão de 1982, realizada no Estádio Anacleto Campanella, em São Caetano do Sul.
Em 4 partidas do returno foram 4 derrotas.

#### Francana
Em 6 de agosto de 1982 foi contratado pela Francana, da cidade de Franca, Estado de São Paulo.
A estreia foi contra a Portuguesa, da cidade de São Paulo, em 8 de agosto de 1982. A partida terminou empatada em 0 x 0, era válida pela 7ª rodada do 1º turno do Campeonato Paulista de Futebol de 1982 e foi disputada no Estádio Lancha Filho, na cidade de Franca.
O time da Francana estava em péssima situação e a contratação de Filpo Núñez era uma tentativa de evitar o rebaixamento.
Em 1 de setembro de 1982 saiu da Francana, após derrota no Campeonato Paulista de 1982, para a Ponte Preta, por 2 x 0, no Estádio Moisés Lucarelli, em Campinas, pela 14ª rodada do 1º turno do campeonato. Na partida seguinte, contra o Marília, já não era mais o técnico.
Foram 08 partidas sem nenhuma vitória, 4 empates e 4 derrotas. A Francana ficou em último lugar no campeonato e foi rebaixada.

#### Inter de Limeira
Alguns dias depois foi contratado e em 19 de setembro de 1982 fez a estreia na Internacional, da cidade de Limeira, Estado de São Paulo, em partida válida pela 18ª rodada do 1º turno do mesmo Campeonato Paulista de 1982, em que antes dirigia a Francana. A partida entre Internacional e Ferroviária terminou empatada em 1 x 1 e foi realizada no Estádio Major José Levy Sobrinho, na cidade de Limeira.
A Inter de Limeira, agora comandada por Filpo, também estava, como a Francana, seriamente ameaçada de rebaixamento.
Em 6 de outubro de 1982 saiu após partida com o Juventus, quando perdeu por 2 x 0. A partida foi no estádio Major José Levy Sobrinho, em Limeira, e era válida pela 4ª rodada do 2º turno do campeonato paulista de 1982.
Entre a estreia, em 19 de setembro de 1982, e a última partida, em 6 de outubro de 1982, foram 6 jogos, com 1 vitória, 2 empates e 3 derrotas.

#### Período sem contrato
Não há registro de que tenha mantido contrato com algum clube no período compreendido entre outubro de 1982 e outubro de 1983

#### Sport
Em 21 de outubro de 1983 foi contratado pelo Sport, da cidade de Recife, Estado de Pernambuco.
Em 23 de outubro de 1983 estreia pelo Sport, em partida disputada no Estádio Arruda, na cidade do Recife. O jogo era pela 3ª rodada da 1ª fase do 3º turno do Campeonato Pernambucano de 1983, e o Sport perdeu por 2 x 0 para o Santa Cruz Futebol Clube, também da cidade do Recife.
Disputou o triangular final do campeonato pernambucano de 1983, com Náutico e Santa Cruz, e terminou na terceira posição.
Em 22 de fevereiro de 1984 rescindiu contrato com o Sport, tendo disputado, no ano de 1984, apenas 2 partidas amistosas.
Em julho de 1984 ainda não havia sido contratado por outra equipe.

#### Mogi Mirim
Em 10 de agosto de 1984 foi contratado pelo Mogi Mirim, da cidade de Mogi Mirim, Estado de São Paulo, da segunda divisão estadual.
Estreia pelo Mogi Mirim em 12 de agosto de 1984, na partida em que o Mogi Mirim venceu o Independente, da cidade de Limeira, por 2 x 1, válida pela 1ª rodada da 2ª fase do 1º turno do Campeonato Paulista da Segunda Divisão de 1984, e disputada no Estádio Vail Chaves, na cidade de Mogi Mirim.
Saiu do Mogi Mirim em 27 de setembro de 1984, após 43 dias dirigindo a equipe, com 9 partidas disputadas. Foram 4 vitórias, 4 empates e 1 derrota. O Clube ficou classificado para a terceira fase da competição.

#### Operário (Campo Grande)
Em 27 de setembro de 1984 foi contratado pelo Operário, da cidade de Campo Grande, Estado de Mato Grosso do Sul, não se tendo maiores detalhes sobre o período em que lá esteve.

#### São José
Em julho de 1985 há registro de que esteve, em período curto, dirigindo o São José, da cidade de São José dos Campos, Estado de São Paulo, não se tendo mais informações sobre o período lá trabalhado.

#### Fabril
Em março de 1986 foi contratado pelo Fabril, da cidade de Lavras, Estado de Minas Gerais, para disputa do 2º turno do Campeonato Mineiro de 1986.
Em uma mesma semana derrotou o Cruzeiro por 1 x 0 (13 de abril de 1986) e o Atlético por 1 x 0 (20 de abril de 1986), ambas as partidas em Lavras, no Estádio Juventino Dias, e válidas pelo campeonato mineiro de 1986.
Terminou o campeonato, em maio de 1986, em 5º lugar.

#### Atlanta
Em julho de 1987 foi contratado pelo Atlanta, da cidade de Buenos Aires, na Argentina.
Estreia em 1 de agosto de 1987 pelo Atlanta, que perdeu para o San Miguel, por 2 x 1, pela 1ª rodada do Campeonato Argentino de Primera B 1986-87, correspondente à terceira divisão do Campeonato Argentino. A partida foi no Estádio Malvinas Argentinas, em Los Polvorines, Província de Buenos Aires.
Em 29 de agosto de 1987 o Atlanta perdeu para o Talleres, de Remedios de Escalada, por 1 x 0, pela 5ª rodada, jogando no estádio Talleres, em Remedios de Escalada, Província de Buenos Aires.
Foram 5 derrotas seguidas. Saiu após a 5ª derrota.

#### Jabaquara
Em 10 de fevereiro de 1988 estreia pelo Jabaquara, da cidade de Santos, Estado de São Paulo, da 2ª divisão estadual. Foi um amistoso contra o São Paulo, da cidade de São Paulo, no estádio Estádio Ulrico Mursa, em Santos, em que o São Paulo venceu o Jabaquara por 2 x 0.
Não se obtiveram mais informações sobre o período ou até quando permaneceu nessa passagem pelo Jabaquara.

#### Santo André
No início de maio de 1989 foi contratado pelo Santo André, da cidade de Santo André, Estado de São Paulo, que estava em 11º lugar no campeonato e lutando para chegar à próxima etapa.
Em 7 de maio de 1989 a estreia pelo Santo André, na vitória por 2 x 0 sobre o São Bento, da cidade de Sorocaba. Partida realizada no Estádio Bruno José Daniel, em Santo André, válida pela 18ª rodada da 1ª fase do Campeonato Paulista de 1989.
Em 27 de maio de 1989 o Santo André perdeu para o São Paulo, no Estádio do Morumbi, por 1 x 0, pela 21ª e última rodada da 1ª fase do campeonato paulista de 1989.
Não conseguiu classificação para a 2ª fase do campeonato.
Não se obtiveram mais informações sobre até quanto permaneceu no Santo André.

#### Saad
Em 14 de março de 1991 estava dirigindo o Saad, da cidade de São Caetano do Sul, Estado de São Paulo, mas que na época estava domiciliado na cidade de Águas de Lindóia, também no Estado de São Paulo, equipe que era da 2ª divisão estadual.
Não se obtiveram mais informações sobre quando iniciou e terminou o período de trabalho no Saad.

#### Foz do Iguaçu
Em 3 de novembro de 1991 foi contratado pelo Foz do Iguaçu, da cidade de Foz do Iguaçu, Estado do Paraná. Estreia nessa mesma data, em partida realizada no Estádio Major Antônio Couto Pereira, na cidade de Curitiba, quando o Coritiba venceu por 2 x 0 pela 19ª rodada da fase final do Campeonato Paranaense de 1991.
Não se obtiveram mais informações sobre até quanto permaneceu trabalhando no time do Foz de Iguaçu.

#### Amparo
Em 28 de março de 1993 estava no Amparo, da cidade de Amparo, Estado de São Paulo, da 2ª divisão estadual.
Não se obtiveram mais informações sobre quando iniciou e terminou o período de trabalho no Amparo.
Em fevereiro de 1994 não estava dirigindo nenhum clube. O último havia sido o Amparo.

#### Palmeiras (feminino)
Em 5 de abril de 1997 reportagem informa que estivera dirigindo o time feminino do Palmeiras, até 26 de março de 1997.
Não se obtiveram mais informações sobre esse período de trabalho no time feminino do Palmeiras.

## Resumo como técnico
Atuou como técnico em 70 oportunidades:
6 vezes: Jabaquara
5 vezes: Portuguesa Santista
3 vezes: Palmeiras, Leixões e São José
2 vezes: Cruzeiro, América de Rio Preto, Paulista, Corinthians e São Bento (Sorocaba)
1 vez: Independiente Rivadavia-ARG, Atlético de Mar Del Plata-ARG, Santiago National-CHI, Deportivo Spaña-EQU, Seleção de Quito-EQU, Sport Boys-PER, Carlos Concha-PER, São Bento (São Caetano do Sul), Guarani, Atlético Paranaense, Vasco da Gama, Vitória de Setúbal-POR, Lusitano de Évora-POR, XV de Novembro (Piracicaba), Valencia-VEN, Galícia, Portuguesa de Desportos, Coritiba, San Martin-ARG, Velez Sarsfield-ARG, Uberaba, Badajoz-ESP, Marília, Monterrey-MEX, Atlético Goianiense, Londrina, Araçatuba, Catuense, Francana, Internacional (Limeira), Sport (Recife), Mogi Mirim, Operário (Campo Grande), Fabril, Atlanta-ARG, Santo André, Saad, Foz do Iguaçu, Amparo e Palmeiras (feminino).

## Títulos
Campeão da 2a. Divisão do Peru de 1953 (Carlos Concha)
Torneio Início do Campeonato Paulista de 1956 (Guarani)
Torneio Início do Campeonato Paulista de 1958 (América de São José do Rio Preto)
Taça de Portugal de 1961-62 (Leixões)
Torneio Rio-São Paulo de 1965 (Palmeiras)

## Outros resultados relevantes
Fita Azul (excursão ao exterior com 15 partidas invictas) de 1959 (Portuguesa Santista)
Vice-campeão da Taça de Portugal 1962/1963 (Vitória de Setúbal)
Vice-campeão Paulista de 1964 (Palmeiras)
Vice-campeão Baiano de 1968 (Galícia)
Vice-campeão Paulista de 1969 (Palmeiras)
Vice-campeão Mineiro de 1970 (Cruzeiro)
Vice-campeão da Divisão Intermediária (2ª divisão) de São Paulo de 1979 (São José)